# A Német Lovagrend Magyarországon

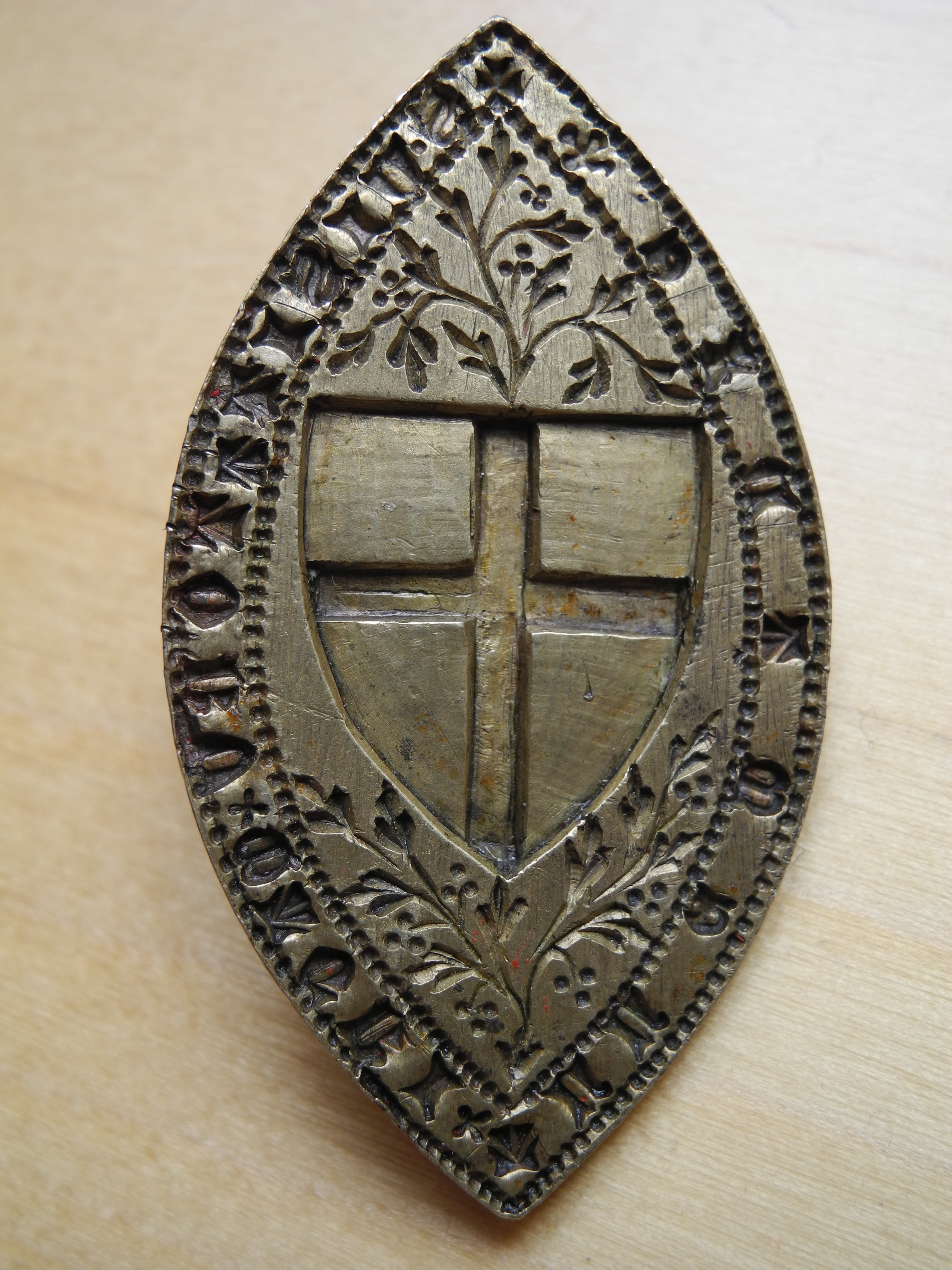
Teuton lovagok pecsétje, 14. század

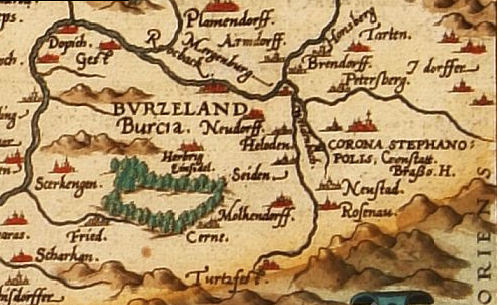
A Barcaság egy 16. századi német térképen.

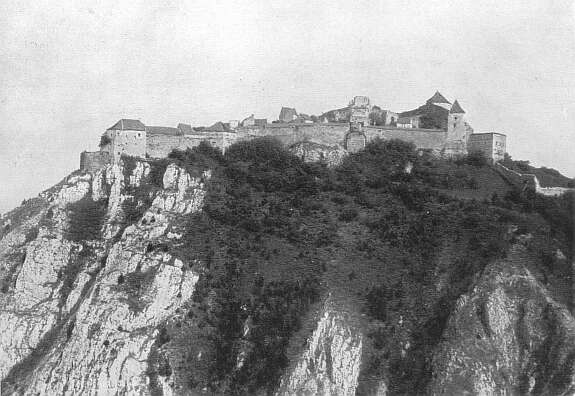
Rozsnyó vára

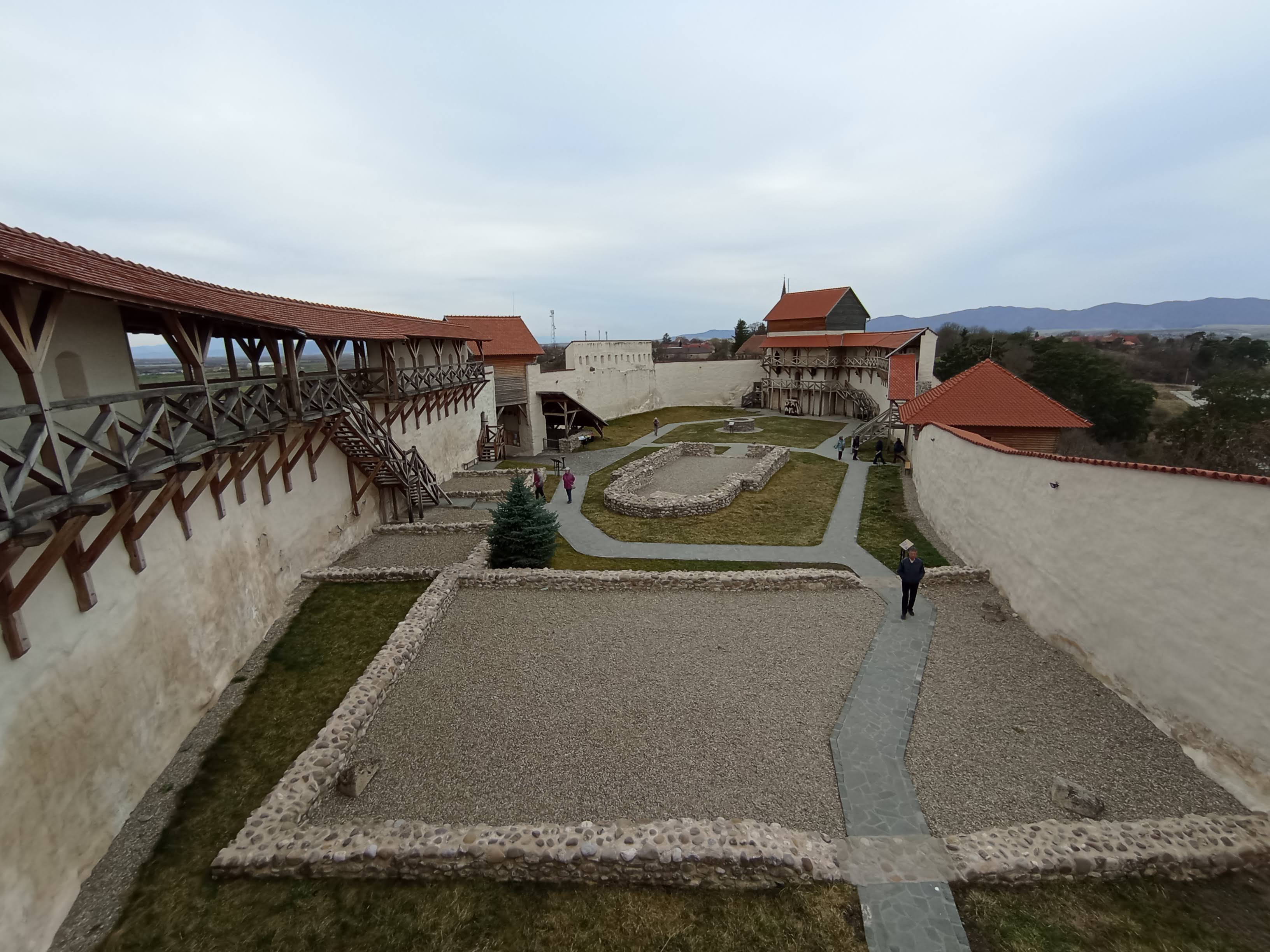
Barcaföldvári lovagvár (2024)

A Német Lovagrend első európai vállalkozása Magyarországon kezdődött 1211-ben. A Szentföldről éppen kivonulóban levő lovagok egy részét II. András magyar király hívta be, és Erdélybe, a Barcaságba (Borzaság) telepítette le őket.
A május 7-én kelt adománylevél szentesítette a letelepedést. Fő feladatuknak a kunok támadásainak visszaverését adta, mely rendszeresen érte Erdélyt. A lovagrend bejövetele összeegyeztethető azzal a Magyarországon akkor erőteljesen folyó német-barát politikával, mely 1213-ig tartott.
A térségben eddig itt élt bolgár-szláv, magyar és besenyő határőrzőket kitelepítették. Nyomukban a Rajna és a Mosel folyó vidékéről frank (német) és vallon hoszpeszeket telepítettek le (őket kezdték szászok névvel illetni a magyarok). Az új lakók meghonosították a földművelést és kézműipart és alapítottak új településeket, melyek nagy része még ma is áll.
Még letelepedésük évében épült váruk a Bodzai-szorosnál — ez ma Keresztvár (Kreuzburg).
Az elvadult, erdős vidéken modern mezőgazdaság és erdőgazdálkodás vette kezdetét, sőt halászat is az Olt folyó mentén, valamint a patakoknál, így Tatrangnál és a Vidombákon.
A következő két évben még számos kiváltságot kaptak a lovagok, többek közt 1213-ban a szászoknak kelt Diploma Andreanum is megemlíti. Területüket a Törcsvári-szorossal és vidékével egészítették ki, ahol szintén épül egy vár.
A lovagok saját autonóm területként kezelték földjüket, adómentességük volt, elnyerték a kereskedés, a bányászat és a vásárvám szedésének jogát is. Az új egyházközségek papjait maguk választották, az erdélyi püspök előzetes jóváhagyásával. Beszedhették emellé a dézsmát, és felruházták őket a szabad pénz-, ill. súlyhasználat jogával.
1218. április 19-én a III. Honoriusz pápa is megerősítette exemptioikat (kiváltságaikat). Mind András királytól, mind a pápától (1222. május 7.) megkapták a szabad, vámmentes sószállítás engedélyét is. Ennek megfelelően nekik juttattak néhány kárpáti sóbányát, a szállításhoz pedig ellenőrzési jogot nyertek az Olt és a Maros vízi révekre és sajkákra. Jobbágyaik ezentúl vámfizetés nélkül járhattak a székely és a blak (oláh) földeken.
1212 és 1222 között a királyi tiltás dacára öt kővárat építettek:
- Törcsvár (Törzburg),

- Feketehalom (Zeiden),

- Földvár (Marienburg),

- Höltövény (Heldsdorf) és

- Rozsnyó (ma Barcarozsnyó, Rosenau).

Ahhoz, hogy a lovagok ennyi sikert véghez vihettek rövid időn belül, hozzájárult András német felesége, merániai Gertrúd közbenjárása, mivel ő elég jó viszonyban állt a lovagokkal. A németeknek tett engedmények azonban országszerte visszatetszést váltottak ki a magyar nemességből.
Eleinte minden rendben ment: a lovagrend visszaverte a kunok Erdély ellen indított támadásait, sőt az Al-Duna mentén a havasalföldi kun szállásterületeinek tetemes részét is ellenőrzése alá vonta, megkapva azok kezelési jogát. Magyar Boldog Pál (Magyarországi Pál) vezetésével a domonkos-rendi szerzetesek a kunok nagy részét, sőt a még ott élő besenyőket s brodnikokat is megtérítették. Az uralmuk biztosítására valahol az ország közepén építettek egy várat, melyet Salzai a lovagrend európai központjának tett meg.
A király nagyon elégedett volt a lovagrend teljesítményeivel, és busásan megjutalmazta őket. Kötelességtudóan végrehajtott feladatokért a Szentszék is megjutalmazta.
1223-ra nagyon benépesült a Borzaság, számos templom épült. III. Honoriusz pápa további szolgálataik elismeréseképpen kivonta a lovagokat az erdélyi püspökség fennhatósága alól, s a borzasági papság önálló esperességbe szerveződött.
A sikerei és kiváltságai teljében a német lovagrend önálló, magyar királytól független állam alapítására törekedett (már évekkel korábban is), ami nemcsak az erdélyi, hanem az elfoglalt kunországi földeket is magába foglalta volna. Ettől kezdve vakmerő és önkényes tettek sorozatát követték el. A királyi servienseket elfogták, és még önkényes földfoglalásokba is kezdtek a szomszédos régiókban Székely- és Vlachföldön. Tetteiket a király felpanaszolta a pápánál, ő pedig vizsgáló bizottságot küldött Magyarországra. A király fia, a későbbi IV. Béla határozottan amellett volt, hogy a lovagokat ki kell tiltani az országból.

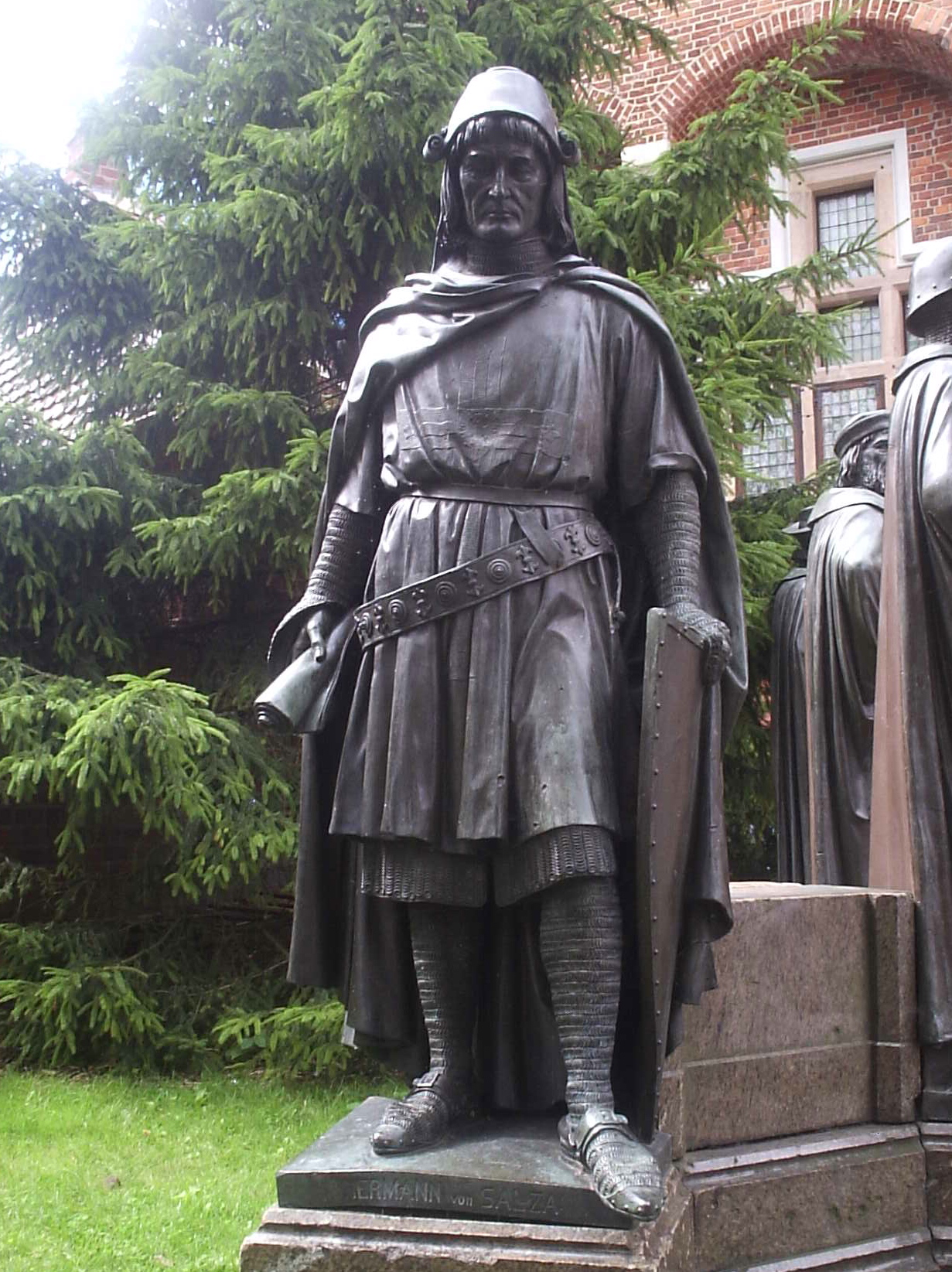
Türingiai Salzai Hermann, aki államot akart az államban

1224-ben a türingiai Salzai Hermann nagymester felajánlotta a pápának a rend addig kapott és a kunoktól megszerzett területét, mint független államot a Szentszék hűbérében, amit Honorius készséggel elfogadott és fejükké közvetlenül egy római esperest tett meg. András ezt érthetően már korábban is megtiltotta, mivel pedig a lovagok minden figyelmeztetését semmibe vették, fegyveres erővel adott nyomatékot követelésének. A lovagrend nem adta fel, és szembeszállt a magyarokkal. A pápa segítséget ígért nekik, és biztatta őket, hogy folytassák a harcot András ellen. A királyi sereg azonban napok alatt kiszorította őket Erdélyből, és kunországi várukat is elfoglalta. A lovagrend számos emberét elvesztette a küzdelemben, végül belátták, hogy nem tudják állni a harcot. Segítség nem érkezett, várukat lerombolták, és lovagoknak meg kellett futamodniuk. A lovagok Moldva érintésével lengyel földön leltek menedékre. Kiváltságaikat semmissé nyilvánították, váraik közül többet leromboltak. A szász lakosságnak ellenben nem esett bántódása, mivel egyáltalán nem segítették a lovagokat, ezért korábbi királytól és nagymestertől kapott kiváltságaikat megőrizhették. Az elfoglalt kun szállásterületek azonban idővel kikerültek a magyar közigazgatás alól, a lakosság visszatért régi pogány hitére.
Mivel a rend a pápa pártfogoltjának számított, ezért közte és a Magyar Királyság között egy időre bonyodalmak támadtak. A pápaság másfél évtizeden át hiába próbálta elérni, hogy a német lovagrend visszanyerje erdélyi várait és uradalmait.

## A Hármas Kerület megvétele
Bővebben: Redemptio
Az oszmán törökök Magyarországról való kiűzése igen költséges volt, így I. Lipót, ahol csak tudott, próbált pénzt szerezni a felszabadított területekből. Egyebek közt 1702-ben jogtalanul eladta a Hármas Kerületet a Német Lovagrendnek. A nem sokkal később kitört Rákóczi-szabadságharcot — már csak sértettségük miatt is — lelkesen támogatták. Mivel utána sem voltak együttműködőek, nem tudták érvényesíteni vásárolt jogaikat, így a kerületet 1731-ben (más források szerint 1730 illetve 1735) továbbadták a pesti Invalidus-háznak.